# الأمير أوتو (رواية)
الأمير أوتو: الرومانسية هي رواية كتبها روبرت لويس ستيفنسون نشرت لأول مرة في عام 1885.
كتبت الرواية خلال عام 1883. ستيفنسون أشار إلى رواية الأمير أوتو ب"أصعب جهودي"، أحد الفصول أعيدت كتابته ثماني مرات من قبل ستيفنسون ومرة من قبل زوجته.
موقع روبرت لويس ستيفنسون يحافظ على قائمة كاملة من الأعمال المشتقة.

## وصلات خارجية
- الأمير أوتو على موقع الموسوعة البريطانية (الإنجليزية)